# ويليام دونبار هولدر
ويليام دونبار هولدر هو محامي وسياسي أمريكي، ولد في 6 مارس 1824 في مقاطعة فرانكلين في الولايات المتحدة، وتوفي في 26 أبريل 1900. نشط حزبياً في الحزب الديمقراطي. وقد انتخب عضو مجلس نواب مسيسيبي ‏.